# Imanuelité
Imanuelité (většinou se používá tento název, není však oficiální, hnutí žádný oficiální název nemá) je již téměř zaniklé, původem české nové náboženské hnutí.

## Historie
Hnutí založil v roce 1991 Čech Jan Dietrich Dvorský (narozen 27. července 1965 v Liberci, studia scenáristiky na FAMU nedokončil a po odchodu ze školy se živil poněkud záhadným způsobem), když si po přečtení spisů německého vizionáře Oskara Bernhardta dle vlastních slov „uvědomil, že je (Bernhardtem předpovězený) Mesiáš, Syn člověka neboli Parsifal Imanuel“.
Spolu se svou družkou Lucií Dvorskou, dcerou herečky Mileny Dvorské, kterou nazýval Labutí panna a Královna Jihu, napsal a vlastním nákladem vydal (kvůli vydání prodal byt) knihu Syn člověka, Mesiášovo živé Slovo k všenápravě světa. V této knize lidstvo označil za „převrácené“ a sebe sama s Labutí pannou za „jediné nepřevrácené“, kterým je dáno zachránit lidstvo a vybudovat Tisíciletou říši.
Kniha Syn člověka byla poměrně známá a populární, roku 1993 se vytvořila komunita Dvorského přívrženců, která začala žít v několika domech na Hořovicku (konkrétně ve městech Žebrák, Komárov a vesnicích Ptákov, Mirošov a Hvozdec) podle požadovaného životního stylu (viz níže) a „pracovat na záchraně lidstva“.
Tito přívrženci museli Dvorskému odevzdat všechny své peníze, posléze byli ze sekty většinou na základě jasnovideckého posudku vyloučeni (většinou se obvinění týkala žluté barvy aury, kterou Dvorský považoval za prokletou). Jejich peníze jim nebyly vráceny. Řada z nich vyloučením ztratila smysl života a pokusila se o sebevraždu nebo jen bezcílně bloudila lesem a očekávala smrt.[zdroj?]
V roce 1994 byla jedna z členek sekty hospitalizována v psychiatrické léčebně. To bylo poprvé, kdy byla veřejnost obeznámena s touto kontroverzní sektou. Případ vyvolal vlnu mediálního zájmu, která vedla k rozpuštění sekty v roce 1995. V témže roce na něj soud vydal  zatykač, protože se spolu s družkou vyhýbali trestnímu stíhání a vyšetření zdravotního stavu. Policie jej stíhala proto, že neposílal své děti do školy, čímž se dopouštěl trestného činu ohrožování výchovy mládeže. Dvorský se proto i se svou ženou a osmi dětmi, Julií (*1986), Manuelou (*1991), Medeou (*1992) , Josefií (*1994), Glórií, Silvestrem, Ignácem a Jordanem skrýval. Místo jejich pobytu bylo téměř 14 let pečlivě utajováno a objevovaly se o něm jen spekulace.
V roce 2007 Jan Dvorský založil internetové stránky, na nichž zveřejňuje svoji písňovou tvorbu a glosy k dění v bulvárním mediálním světě celebrit v České republice prokládané hlásáním faktu, že je Parsifal Imanuel.
V roce 2009 média přinesla zprávu, že Dvorský s rodinou žije v belgickém Ostende. V roce 2010 média informovala, že Dvorský s rodinou žije na Slovensku. Téhož roku se bez skrývání objevil i v Praze; díky změně zákona, který již ve větší míře umožňuje domácí výuku, pominul důvod jeho trestního stíhání.

## Věrouka a životní styl
Jan Dvorský obviňoval lidstvo z „převrácenectví“ (mužské duše se kdysi dávno přesunuly do ženských těl a ženské duše do mužských, což mělo za následek zmatení a poblouznění lidstva), za jediné nepřevrácené považoval sebe a Labutí pannu, kteří proto jsou povoláni k záchraně lidstva spolu s několika vyvolenými, kteří mohou být ještě zachráněni - ti, kteří mají fialovou auru – naopak ti, kteří mají žlutou auru, jsou nenávratně odsouzeni k zániku. Dvorský předpovídal vytvoření Tisícileté říše poté, co zbytek lidstva zanikne v jakési blíže nespecifikované katastrofě. Zachráněni mohli být pochopitelně pouze jeho příznivci.
Ti, kteří měli tmavě fialovou auru a „prozřeli“ při čtení Dvorského spisku mohli vstoupit do některé z jeho komunit, kde se žilo zvláštním způsobem, v „práci na sobě a na záchraně lidstva“ v prakticky úplné izolaci od okolí.
Členové v komunitách měli zakázáno číst jakékoli knihy, časopisy či noviny či sledovat jakákoli média s výjimkou čtení Dvorského knihy. Pracovali na vytisknutí druhého vydání spisu a posléze ho podomně prodávali. Výtěžek z tohoto prodeje byl jediným ziskem této skupiny a všech jejích členů, čemuž také odpovídala jejich životní úroveň. Na základě učení o převrácenectví a převráceneckých informacích odmítli posílat své děti do školy, což mělo mimo jiné za následek analfabetismus dětí členů skupiny, a což bylo také hlavním obviněním této sekty.[zdroj?]
Dvorský sám pochopitelně musel žít v přepychu,[zdroj?] takže pod záminkou léčebných kúr snižoval životní úroveň ostatních na naprosté minimum (toto minimum představoval jeden rohlík denně a odvar z dubové kůry).[zdroj?] Řada členů měla v důsledku toho zdravotní problémy. Členové sekty si obraceli biorytmus (spali ve dne a bděli v noci), aby kompenzovali převrácenectví.[zdroj?] V domech sekty byl programově udržován nepořádek a chaos, členové sekty byli udržováni v přesvědčení, že mají co nejvíce šetřit fyzickými pohyby. Nebyla dodržována nejzákladnější hygienická pravidla.[zdroj?]
Všichni členové byli pravidelně prohlíženi jasnovidcem Vladimírem Kafkou, a pokud se ukázalo, že nemají správnou barvu aury, byli ze sekty vyloučeni. Řada z nich se posléze pokusila o sebevraždu (Dvorský, kterému nepřestali věřit, jim totiž řekl, že přece jen mohou dojít záchrany, pokud „odloží svá těla“) či bezcílně bloudila po lesích, posléze většinou vyhledali dobrovolně psychiatrickou pomoc.
Svým nejvěrnějším, skupině lidí kolem pětadvaceti let, kteří žili v pronajatém domě na předměstí Prahy a živili se podomním prodejem hraček, Dvorský občas ze svého úkrytu posílal dopisy (tzv. nižší pravdy – oproti vysoké pravdě, kterou je jeho kniha).

## Kontroverze
Toto náboženské hnutí bylo státními institucemi i odborníky považováno za jedno z nejnebezpečnějších v ČR – mohl za to právě jím vnucovaný životní styl.[zdroj?] Problémem dříve bylo také odmítání školní docházky dětí. Hnutí rovněž mělo silně autoritativní charakter (Dvorský se označoval za Mesiáše a vyžadoval, aby jej všichni členové uctívali a plnili každý jeho příkaz).

## Literární díla J. D. Dvorského
- Pyj v jasném světle aneb Malá cvičebnice pravdy v sexu, 1991, Lidové nakladatelství
- Syn Člověka - Mesiášovo živé Slovo k všenápravě světa, 1993, Poselství Grálu
- Zákony křiklounství a řvounství; 1998, nakladatelství Maťa
- Kacířské povídky; 1999, nakladatelství Šimon Ryšavý
- 666; vyd. 2000, nakladatelství Šimon Ryšavý
- Táta Ivan Hrozný; 2002, nakladatelství Šimon Ryšavý
- Mesiášovi převrácenci mění svět; 2003, nakladatelství Šimon Ryšavý
- Velbloud a Kačena; 2004, nakladatelství Šimon Ryšavý